# The Curse of Monkey Island
The Curse of Monkey Island – komputerowa gra przygodowa typu „wskaż i kliknij” stworzona i wydana przez LucasArts w 1997 roku. Jest trzecią częścią serii Monkey Island, opowiadającej o przygodach młodego pirata Guybrusha Threepwooda.
Jest to dwunasta i zarazem ostatnia gra oparta na silniku SCUMM. Kończy ona również etap tworzenia przez LusasArts dwuwymiarowych gier przygodowych (nie wliczając edycji specjalnych dwóch pierwszych części serii z 2009 i 2010 roku). Kolejna część Escape from Monkey Island posiada już grafikę trójwymiarową i działa na silniku GrimE, wykorzystanym po raz pierwszy w grze Grim Fandango.
The Curse of Monkey Island jest pierwszą grą z serii, w której występują mówione dialogi.

## Rozgrywka
Silnik SCUMM zastosowany w The Curse of Monkey Island został mocno zmodyfikowany w porównaniu z poprzednimi grami tej serii. Zrezygnowano z interfejsu opartego na dziewięciu ikonach czynności (np. otwórz, użyj, pchnij itp.) na rzecz manipulatora w kształcie złotej monety z trzema ikonami, które w zależności od kontekstu pozwalają na interakcję z otoczeniem. I tak ikona papugi służy zarówno do rozmowy z inną postacią, jak i do ugryzienia, a ikona dłoni do podnoszenia przedmiotów, otwarcia drzwi lub uderzenia. System ten został przeniesiony z wydanej dwa lata wcześniej gry Full Throttle. Przed rozpoczęciem rozgrywki możemy, podobnie jak w Monkey Island 2: LeChuck’s Revenge, wybrać jeden z dwóch poziomów trudności: Regular oraz Mega-Monkey. Tryby te różnią się ilością zagadek do rozwiązania.
Postacią w grze sterujemy za pomocą kursora, który pozwala na przemieszczanie się po lokacjach i interakcję z otoczeniem. Rozgrywka w grze oparta jest na rozwiązywaniu kolejnych pojawiających się przed graczem liniowo problemów i zagadek. Dokonujemy tego poprzez rozmowy z napotkanymi postaciami oraz dzięki odpowiedniemu użyciu znalezionych przedmiotów. Przedmioty można łączyć ze sobą, aby uzyskać nowe możliwości. W grze znajdziemy również kilka minigier zręcznościowych, takich jak strzelanie z armaty czy bitwy morskie (podobne do tych z gry Pirates!). Są one integralną częścią opowieści, a nie osobnym dodatkiem i tym samym nie można ich pominąć. Pomimo występowania elementów zręcznościowych The Curse of Monkey Island stanowi przykład typowej przygodowej gry point and click (w odróżnieniu np. od Little Big Adventure, gdzie dużo większy nacisk położony został na zręcznościowy aspekt rozgrywki).
W grze znajdziemy również znane z pierwszej części cyklu pojedynki na obelgi słowne.

## Wprowadzenie do fabuły
Gra rozpoczyna się animacją, w której spotykamy Guybrusha Threepwooda dryfującego w elektrycznym wagoniku z wesołego miasteczka i powoli oddalającego się od brzegów Monkey Island. Bohater pochłonięty jest pisaniem dziennika pokładowego i wspominaniu poprzednich przygód. Nie zauważa więc, że wpływa wprost do portu obleganego przez swego śmiertelnego wroga, nieumarłego pirata LeChucka. Ataki odpiera gubernator wyspy Elaine Marley, ukochana głównego bohatera. W poprzedniej części gry, LeChuck’s Revenge, ich miłość została wystawiona na poważną próbę, ale teraz sądząc, że Guybrush został zabity, wyznaje ona głośno swoje uczucia. W tym momencie jeden z członków załogi upiornego okrętu zauważa przepływającego bohatera, który zostaje natychmiast schwytany. Nieumarły kapitan chce zabić swego wroga od razu, ale powstrzymuje go Elaine. Ostatecznie Guybrush ląduje uwięziony w ładowni okrętu.
W tym momencie kontrolę nad grą przejmuje gracz. Po wydostaniu się z tego prowizorycznego więzienia (i przypadkowym zabiciu LeChucka) Guybrush ląduje na plaży Plunder Island, gdzie spotyka ukochaną. Oświadcza się jej i wręcza znaleziony wcześniej na statku pierścień z diamentem, który okazuje się być przeklęty i zamienia Elaine w złoty posąg.
W ten sposób zaczyna się rozdział drugi i od tego momentu gracz całkowicie przejmuje kontrolę nad grą. Guybrush będzie musiał zwiedzić wyspę i znaleźć sposób na odczarowanie narzeczonej. Nie jest to jedyny problem głównego bohatera, gdyż okazuje się, że LeChuck ponownie się odrodził i pała żądzą zemsty.

### Postacie
Poniżej przedstawiona jest lista głównych postaci występujących w grze. Wiele z nich pojawiło się już poprzednich częściach serii.
 Powracające postacie
- Guybrush Threepwood – główny bohater gry, pirat, który potrafi wstrzymać oddech na 10 minut. Cierpi na lekką amnezję i przez to nie pamięta ostatnich wydarzeń ze swojego życia. W niewyjaśnionych okolicznościach stracił również brodę, którą nosił dumnie w poprzedniej części. W The Curse of Monkey Island dowiadujemy się o jego awersji do wyrobów z porcelany.
- Elaine Marley – gubernator okręgu składającego się z trzech wysp: Mêlée, Booty oraz Plunder. Jest odważna, sprytna i doskonale radzi sobie w męskim świecie. Narzeczona Guybrusha, zamieniona przez niego w złoty posąg. Spotykamy ją jedynie w przerywnikach filmowych.
- LeChuck – demoniczny pirat-zombie. W The Secret of Monkey Island był duchem, który za wszelką cenę pragnął poślubić Elaine. Ostatecznie pokonany przez Guybrusha w finale gry. Wskrzeszony w drugiej części serii, powraca teraz po raz trzeci, w nowej ognistej postaci. Nie zrezygnował z planów poślubienia Elaine.
- The Voodoo Lady – kapłanka Voodoo. Zawsze zjawia się w odpowiednim momencie, by służyć naszemu bohaterowi radą i wyratować go z kłopotów.
- Wally B. Feed – były kartograf, a obecnie członek załogi upiornego okrętu LeChucka ukrywający się pod pseudonimem Bloodnose. Pojawił się po raz pierwszy w LeChuck’s Revenge.
- Stan – biznesmen, który żadnej pracy się nie boi. W The Secret od Monkey Island zajmował się sprzedażą używanych okrętów, w drugiej części serii sprzedawał używane trumny. W The Curse of Monkey Island zajmuje się ubezpieczeniami na życie.

Nowe postacie
- Murray – pozbawiona szkieletu czaszka mająca obsesję na temat podboju świata i ciemnych mocy. Spotykamy go już w pierwszym rozdziale, a później pojawia się on w różnych momentach, aż do samego końca rozgrywki.
- Kwartet balwierzy – składający się jedynie z trzech osób kwartet piratów, którzy porzucili swoje rzemiosło by śpiewać i prowadzić zakład fryzjerski na Plunder Island. Jego członkami są: Haggis McMutton, Edward Van Helgen oraz Cutthroat Bill. Guybrush musi przekonać ich, aby dołączyli do załogi jego okrętu.
- René Rottingham – francuski pirat mający obsesję na punkcie własnych włosów. Mistrz szpady i główny przeciwnik Guybrusha w trzecim rozdziale gry, którego pokonać można tylko w pojedynku na obelgi.
- Griswold Goodsoup – właściciel podupadającego hotelu znajdującego się na Blood Island. Posiada informacje jak zdjąć klątwę z Elaine.

## Produkcja gry
Ron Gilbert główny twórca i projektant dwóch pierwszych części Monkey Island opuścił LucasArts po ukończeniu prac nad LeChuck’s Revenge, by założyć własną firmę Humongous Entertainment zajmującą się produkcją gier. Wielu fanów obawiało się, że sequel nie będzie tak udany jak poprzednie gry z serii. Dodawszy do tego tajemnicze, surrealistyczne zakończenie poprzedniej części, twórcy The Curse of Monkey Island stanęli przed trudnym zadaniem. Głównymi projektantami i twórcami scenariusza zostali Larry Ahern (tworzył animacje do LeChuck’s Revenge) oraz Jonathan Ackley. Wcześniej pracowali razem nad inną znaną grą LucasArtu Full Throttle.
Grafika gry prezentuje inny klimat niż poprzednie gry serii. Jej wygląd przypomina klasyczny film animowany, co jest zgodne zarówno z ogólnym trendem jaki panował w tamtym czasie (powstały wtedy między innymi gry Broken Sword II: The Smoking Mirror czy Discworld 2: Missing Presumed...!?), jak i techniką tworzenia gier przez samo LucasArts (gry Day of Tentacle, Sam & Max Hit the Road czy Full Throttle również powstały w podobnym stylu).

## Odbiór gry
W polskiej prasie branżowej gra zebrała bardzo pochlebne recenzje i otrzymała wysokie oceny. Chwalono głównie grafikę, muzykę oraz dobór i jakość głosów postaci. Magazyn Gambler przyznał tytułowi wyróżnienie "Gra miesiąca. Wśród wad wymieniano krótki czas gry, uproszczenia (tak fabularne, jak i techniczne), a także wtórność w stosunku do poprzednich części. Redaktor Świata Gier Komputerowych jako zarzut wymienia trzeci, zręcznościowy rozdział gry, w którym sterując statkiem, napadamy na inne pirackie okręty. Gra straciła przez to jeden punkt przy ocenie grywalności.